# Бхатия, Ванрадж
Ванрадж Бхатия (хинди वनराज भाटिया; 31 мая 1927, Бомбей, Британская Индия — 7 мая 2021, Мумбаи) — индийский композитор, сочинявший музыку для рекламных роликов, фильмов и сериалов. Лауреат Национальной кинопремии. Награждён четвертым по значимости государственным орденом Падма Шри в 2012 году.

## Биография
Бхатия родился 31 мая 1927 года в Бомбее в семье предпринимателей. В детстве он изучал музыку хиндустани. Однако случайно услышанное в подростковом возрасте произведение Чайковского заставило его влюбиться в западную классическую музыку.
В 1950-х годах он изучал музыку в Королевской академии музыки в Лондоне и Парижской консерватории, где обучался у композитора и педагога Нади Буланже.
После своего возвращения в Индию в 1959 году он работал преподавателем по западному музыковедению в Университете Дели, а затем вернулся в Бомбей, чтобы работать в рекламе. Он сочинил более 7000 рекламных джинглов, в том числе для Liril ,Thums Up и Dulux.
В это же время он также написал музыку к нескольким документальным фильмам.
В 1972 году он впервые написал музыку к художественному фильму. Это была дебютная картина Шьяма Бенегала «Росток». Впоследствии режиссёр и композитор сотрудничали ещё шестнадцати фильмах вплоть до Hari-Bhari в 2000 году.
«Mero Gaam Katha Paarey», звучащая в начале фильма «Пробуждение» (1976), принесла её исполнительнице Прити Сагар премию за лучший вокал и стала гимном молочного кооператива Amul.
Она же исполнила «Tumhare Bina Jee Naa Lage Ghar Mein», мелодичный, непринужденный песню из фильма «Трудная роль»(1977), пронзительно напоминающую эпоху черно-белого кино, в которой происходит действие фильма. 
Идей Бахтии также были открывающие титры сериала Bharat Ek Khoj (1988), снятого по роману Джавахарлала Неру «Открытие Индии», представляющие собой песнопения из Ригведы, положенные на электронную музыку.
Композитор сочинил музыку для таких фильмов параллельного кинематографа как «Переулок Чауринги, 36» (1981), «Оставьте, как есть» (1983), Tarang (1984), Pestonjee (1987), Percy (1989), Drohkaal (1994), Bangarwadi (1995), Naseem (1995) и Jaya Ganga (1996). Он также занимался фоновой музыкой в типичных болливудских фильмах «Возвращение багдадского вора» (СССР, Индия, 1989), «Сын» (1992), «Свидетельница» (1993), Ghatak (1996), «Обманутые надежды» (1997), Chameli (2003) и Rules: Pyar Ka Superhit Formula (2003) с песенными номерами, сочинёнными другими композиторами.
В 1988 году Бхатия получил Национальную кинопремию за работу в фильме Говинда Нихалани «Темнота». Он также был награжден премией Академии Сангит Натак за творческую и экспериментальную музыку в 1989 году и орденом Падма Шри в 2012 году.
Он также сделал успешную карьеру в качестве композитора телевизионных сериалов, таких как Khandaan (1985), Yatra (1986) и Wagle Ki Duniya (1988). Он продолжал работать с перерывами в 1990-х и 2000-х годах, а его последним фильмом стал Dhaad, вышедший на экраны в 2018 году.
В свои последние годы он посвятил себя оперной музыке. Он много лет работал над оперой по пьесе Гириша Карнада Agni Varsha, которая была поставлена только один раз в Нью-Йорке.
Ванрадж Бхатия скончался 7 мая 2021 года в своем доме в Мумбаи в возрасте 93 лет.